# Лондонска конференция (1832)
Вижте пояснителната страница за други значения на Лондонска конференция.
Лондонската конференция е международна такава по силата на решенията на която се създава съвременната гръцка държавност. В преговорите за стабилно управление в Гърция вземат участие трите велики сили (Великобритания, Франция и Русия).
Решава се с протокол от 3 февруари да бъде създадено Кралство Гърция с държавен глава (като монарх) – баварският принц Отон I Гръцки.
Конференцията потвърждава договора от Константинопол от същата година с протокол от 30 август.

## Предистория
След края на Наполеоновите войни с Виенския конгрес на преден план в международните отношения излиза т.нар. източен въпрос.
Гърция печели войната за независимост от Османската империя (1821 – 1829) благодарение помощта на Великобритания, Франция и Русия и разгърналия се повсеместно филелинизъм. Лондонският протокол от 3 февруари 1830 г. на трите велики сили за определяне границите на новата държава я извежда на север на линията Аспропотаму - Зейтуни. Следват цяла поредица дестабилизиращи Архипелага събития – отказ на Леополд да заеме гръцкия трон под претекст че северната граница на страната не е на линията Арта - Волос; убийството на председателят на административния комитет на Гърция – Йоанис Каподистриас, който се случва през 1831 г. в Нафплион, и в резултат от които цялата тази страна отвоювана от османска власт изпада в объркване и хаос. Повлияни от тези събития, трите велики сили се споразумяват на съвместен международен форум да сложат край на така създалото се de facto положение в земите на древна Елада.

## Решения
През май 1832 г. британският външен министър лорд Палмерстън пристига с френски и руски дипломати в земите на древна Елада за консултации. Решава се гръцката държавност да бъде възстановена като монархия. Също така се решава, баварският кралски дом да не съчетава короните на Бавария и Гърция. Трите велики сили стават гаранти на гръцката независимост и за прекратяване на гръцката гражданска война, която тлее на места още от 20-те години на века.

На 21 юли 1832 г. е сключен и Константинополския договор, установяващ новата сухопътна граница на Кралство Гърция по линията Арта - Волос, понеже съгласно чл. 5 (артикул 5) от конвенцията от 5 май 1832 г.: 
| „ | Границите на гръцката държава ще бъдат окончателно определени при преговорите, които дворовете на Великобритания, Франция и Русия неотдавна откриха с Османската порта в съответствие с протокола от 26 септември 1831 г. | “ |

### Документ
- Лондонски протокол (1832)

|  | Тази страница частично или изцяло представлява превод на страницата London Conference of 1832 в Уикипедия на английски. Оригиналният текст, както и този превод, са защитени от Лиценза „Криейтив Комънс – Признание – Споделяне на споделеното“, а за съдържание, създадено преди юни 2009 година – от Лиценза за свободна документация на ГНУ. Прегледайте историята на редакциите на оригиналната страница, както и на преводната страница, за да видите списъка на съавторите. ВАЖНО: Този шаблон се отнася единствено до авторските права върху съдържанието на статията. Добавянето му не отменя изискването да се посочват конкретни източници на твърденията, които да бъдат благонадеждни. |